# 纪尧姆·比古尔当
卡米耶·纪尧姆·比古尔当（法語：Camille Guillaume Bigourdan，法語發音：[kamij ɡijom biɡuʁdɑ̃]；1851年4月6日—1932年2月28日）是一位法國天文學家。

## 生平
比古尔当生於法國塔恩-加龍省锡斯泰勒。1877年他成為天文學家費利克斯·蒂斯朗（Félix Tisserand）在土魯斯天文台的助手，並於1879年隨著前往巴黎天文台任職。
他花了多年時間確定 6380 個星雲在天球上的位置。他希望能完成一個資料庫讓後人能研究星雲的自行；但事實證明這是徒勞的，因為遠方的星雲並不會顯現其自行；但他仍發現了超過五百個新天體。
1902年他投入將倫敦和巴黎之間精度差更準確的工作。1903年他成為法國經度局（Bureau des Longitudes）的成員。1904年成為法国科学院成員。
他發展出了調整赤道儀望遠鏡的方法，後人稱為比古尔当法。
1919年到1928年他是國際時間局局長。

## 榮譽
比古尔当於1883年和1891年獲得法國科學院頒發拉朗德獎。1919年獲得英國皇家天文學會金質獎章。

## 家庭
他的妻子是曾任巴黎天文台的海軍將領埃内斯特·穆谢的女兒。

## 發現
| 390 Alma | 1894年3月24日 |

## 延伸閱讀
- Levy, Jacques R. (1970–80). "Bigourdan, Camille Guillaume". Dictionary of Scientific Biography. 2. New York: Charles Scribner's Sons. pp. 126-127. ISBN 0684101149.

## 外部連結
- Awarding of RAS gold medal （页面存档备份，存于）

Obituaries
- JRASC 26 (1932) 276 （页面存档备份，存于） (one line)
- MNRAS 93 (1933) 233 （页面存档备份，存于）
- Obs 55 (1932) 116 （页面存档备份，存于）
- PASP 44 (1932) 133 （页面存档备份，存于）